# Feest der muzen

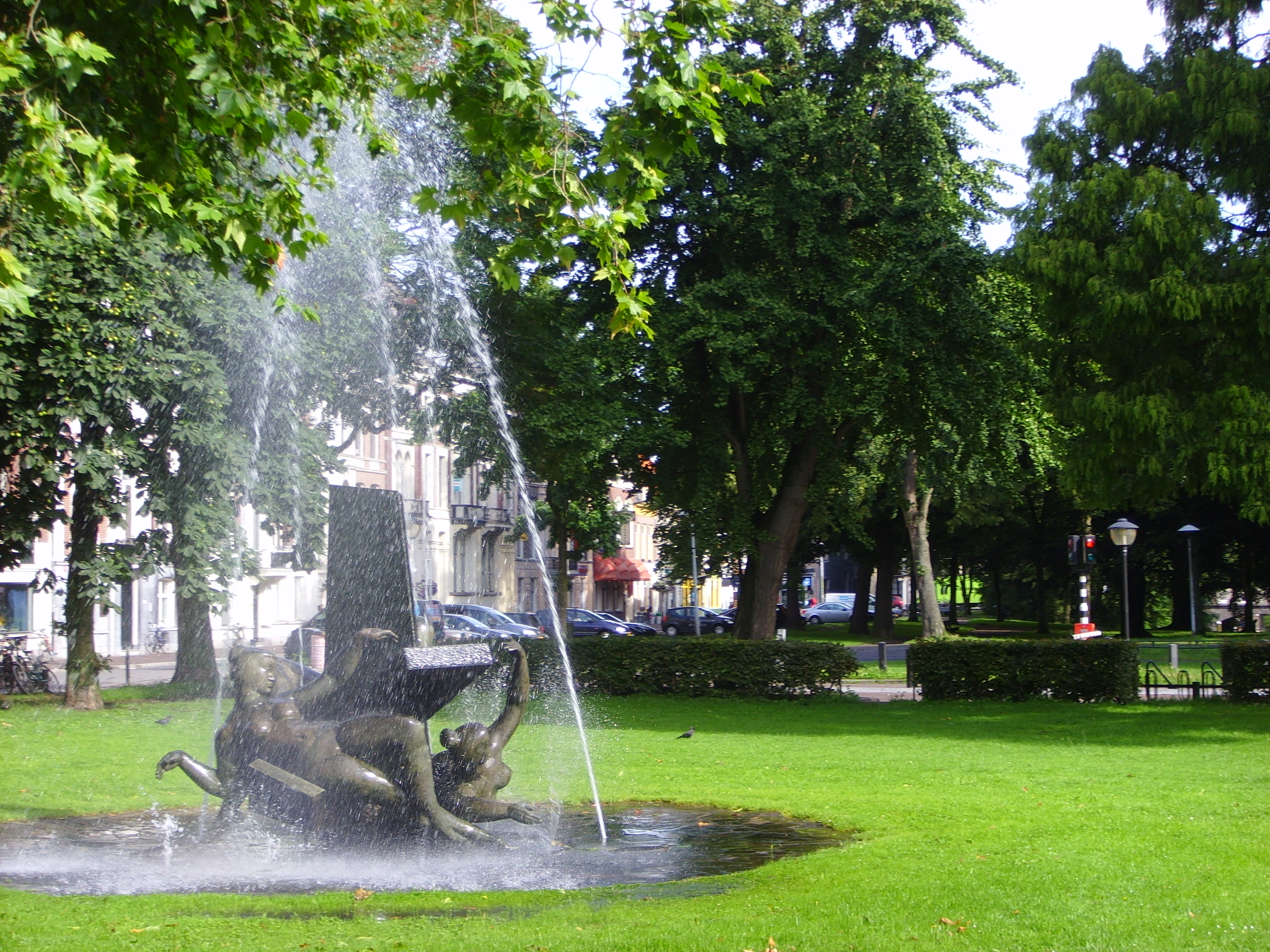
Feest der muzen

Feest der muzen is een fontein in de Nederlandse stad Utrecht. Ze is vervaardigd door de kunstenaar Joop Hekman en is op 2 oktober 1959 door de toenmalige Utrechtse burgemeester De Ranitz onthuld in het park voor de Stadsschouwburg op het Lucasbolwerk.

## Beschrijving
Aan de onthulling ging de instelling van het Fonds Stadsverfraaiing in 1948 door de plaatselijke overheid vooraf. Een van de eerste grote projecten die hieruit voortvloeide was dit kunstwerk. Het eerste fonteinplan dateert uit 1949. De architect van de reeds in 1941 geopende Stadsschouwburg, Willem Dudok, kwam toen met een ontwerp dat echter niet door de gemeente Utrecht werd aanvaard. Een jaar later werd een besloten prijsvraag ingesteld tussen de lokale kunstenaars Pieter d'Hont en Hekman. Hekman won de prijsvraag met een fonteinplan dat een zeemeermin op een sokkel bevatte. De gemeente bood vervolgens Hekman een studiereis naar het fonteinrijke Rome aan. Teruggekomen kwam de kunstenaar tot een nieuw ontwerp met drie muzen. In 1956 kreeg Hekman uiteindelijk daarvoor de definitieve opdracht, en ook werd bepaald dat het Lucasbolwerk de definitieve locatie zou worden.
De beeldengroep van de fontein is ruim drie meter hoog. De in brons vormgegeven muzen Melpomene, Terpsichore en Thaleia liggen hierin tussen granieten vlakken. De granieten basis van de fontein heeft een doorsnede van drie meter en is voorzien van spuitgaten voor het fonteinwater. Via een aantal spuitgaten worden onafgebroken hoge stralen over de beeldengroep gespoten; overige spuitgaten veroorzaken kleine waterbogen of een bobbelend effect op het wateroppervlak.